# Candia dei Colli Apuani secco
Il Candia dei Colli Apuani secco è un vino DOC la cui produzione è consentita nella provincia di Massa-Carrara.

## Caratteristiche organolettiche
- colore: giallo paglierino più o meno intenso
- odore: profumo delicato, intenso, caratteristico
- sapore: asciutto, talvolta morbido, fruttato, pieno, armonico, con retrogusto amarognolo

## Produzione
Provincia, stagione, volume in ettolitri
- nessun dato disponibile